# Чемпионат России по тхэквондо 2021
Чемпионат России по тхэквондо 2021 года среди мужчин и женщин проходил с 9 по 15 сентября в Одинцово на базе спортивно-оздоровительного комплекса Одинцовского филиала МГИМО.

## Медалисты

### Мужчины
| Весовая категория | Золото                                       | Серебро                                              | Бронза                                                                          |
| ----------------- | -------------------------------------------- | ---------------------------------------------------- | ------------------------------------------------------------------------------- |
| до 54 кг          | Владимир Грицаенко · Санкт-Петербург         | Александр Есипов · Карачаево-Черкесия                | Расул Юсупгаджиев · Дагестан Зиявдин Ибрагимов · Чечня                          |
| до 58 кг          | Сергей Кирсанов · Татарстан                  | Георгий Попов · Ростовская область                   | Шамиль Магомедов · Дагестан Вячеслав Бовкун · Москва                            |
| до 63 кг          | Али Алиев · Дагестан                         | Андрей Канаев · Рязанская область                    | Артём Степаненко · Воронежская область Алексей Владимиров · Воронежская область |
| до 68 кг          | Давид Назарян · Ростовская область           | Сармат Цакоев · Московская область · Северная Осетия | Магомедрасул Омаров · Дагестан Ханмагомед Рамазанов · Татарстан                 |
| до 74 кг          | Дмитрий Артюхов · Краснодарский край         | Константин Минин · Челябинская область               | Кадырбеч Дауров · Адыгея Рустам Одинаев · Ямало-Ненецкий автономный округ       |
| до 80 кг          | Антон Котков · Карелия · Сахалинская область | Андрей Земледельцев · Самарская область              | Денис Лантратов · Ростовская область Ярослав Петренко · Ростовская область      |
| до 87 кг          | Юрий Кириченко · Краснодарский край          | Константин Бочеров · Башкортостан                    | Рафаэль Камалов · Татарстан Антон Кривобоков · Башкортостан                     |
| свыше 87 кг       | Рафаиль Аюкаев · Самарская область           | Роман Кузнецов · Иркутская область                   | Кирилл Лукашов · Тверская область Константин Лукашов · Тверская область         |

### Женщины
| Весовая категория | Золото                                   | Серебро                                          | Бронза                                                                                     |
| ----------------- | ---------------------------------------- | ------------------------------------------------ | ------------------------------------------------------------------------------------------ |
| до 46 кг          | Лариса Медведева · Москва                | Виктория Башкирова · Москва                      | Светлана Задыхина · Самарская область Анастасия Артамонова · Санкт-Петербург               |
| до 49 кг          | Елизавета Ряднинская · Москва            | Анна Казарновская · Татарстан                    | Елизавета Чеканова · Московская область Галина Медведева · Москва                          |
| до 53 кг          | Биана Лагерь · Москва                    | Василина Подрез · Краснодарский край             | Маргарита Алиева · Карачаево-Черкесия Анастасия Субботина · Воронежская область            |
| до 57 кг          | Елена Кривейченко · Санкт-Петербург      | Маргарита Близнякова · Челябинская область       | Анисия Челохсаева · Московская область · Северная Осетия Алёна Миронюк · Татарстан         |
| до 62 кг          | Лилия Хузина · Санкт-Петербург           | Юлия Зайцева · Татарстан                         | Нинаханум Магомедова · Дагестан Екатерина Квартальная · Карелия                            |
| до 67 кг          | Виктория Железнова · Воронежская область | Ульяна Крадинова · Санкт-Петербург               | Нина Урганаева · Дагестан Анастасия Викулина · Москва                                      |
| до 73 кг          | Полина Хан · Ростовская область          | Барият Исакова · Дагестан                        | Влада Пан · Карачаево-Черкесия Анна Пичугина · Москва                                      |
| свыше 73 кг       | Кристина Адебайо · Москва                | Олеся Бардаченко · Карелия · Сахалинская область | Линара Муслимова · Ульяновская область Элла Борисова · Самарская область · Приморский край |